# 소철 (북송)

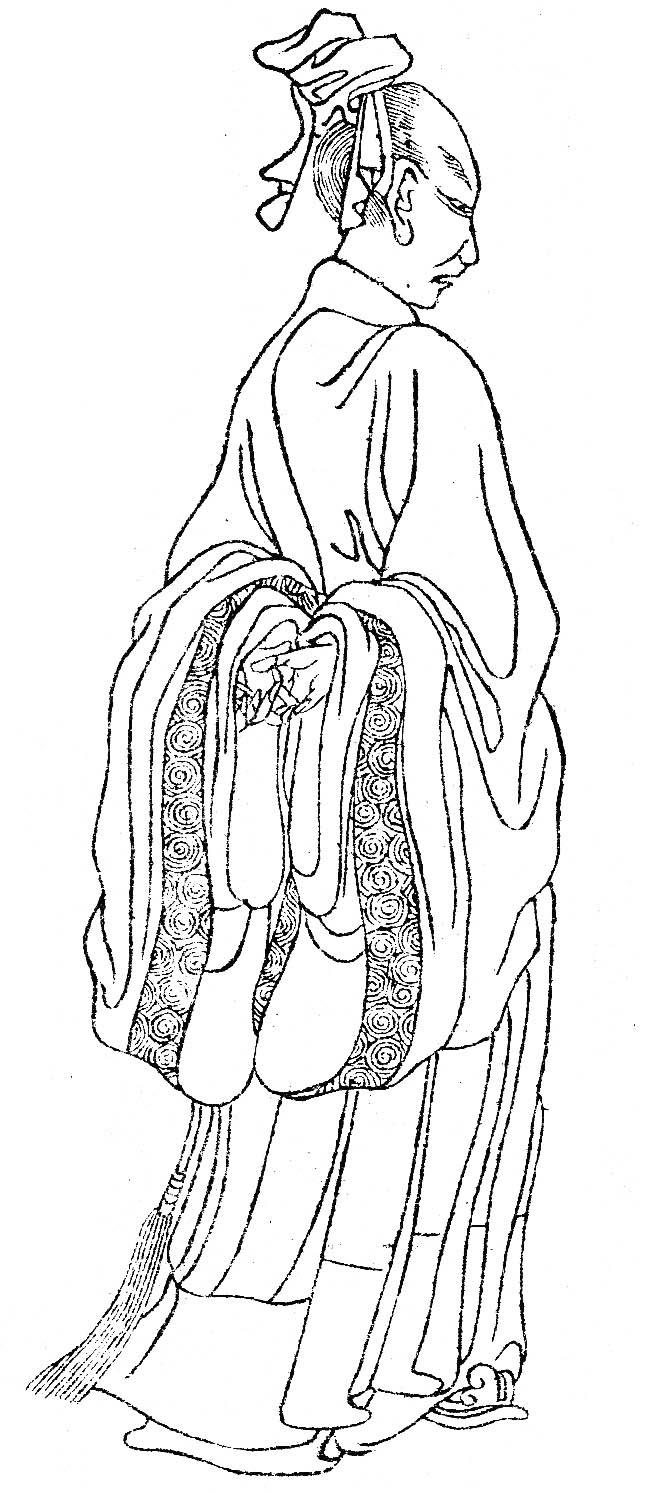
소철

소철(蘇轍, 1039년 ~ 1112년)은 중국 북송의 문인이다. 자는 자유, 호는 영빈이다. 소순의 아들이며 소식의 아우로, 당송팔대가의 한 사람이다. 19세 때 형과 함께 진사에 급제한 뒤 벼슬이 중서사인 호부시랑·한림학사에 이르렀으나, 신법에 반대하여 좌천되었다. 후에 다시 구법을 쓰게 되자 부름을 받아 문하시랑이 되었다. 그는 정의를 사랑하고, 언제나 남의 의견을 존중하였으며, 고문학자로서도 이름을 널리 떨쳤다. 그는 불교의 영향이 짙은 작품을 썼다. 저서로 <난성집> 84권이 있다.